# Salvia cuspidata
Salvia cuspidata es una especie de planta arbustiva de la familia Lamiaceae. Es utilizada en la medicina tradicional peruana.

## Descripción
Es un arbusto aromático que crece hasta los 2 m de alto. Las ramas, delgadas y lanosas, son abundantes en los tallos; hojas lanceoladas con bordes aserrados, la cara superior verde y la inferior blanca; las flores dispuestas horizontalmente, de 3 a 6 por verticilo, con la corola de color azul intenso.

## Distribución y hábitat
Se distribuye en el oeste de Sudamérica, en los Andes entre los 2500 y 3000 metros en Argentina, Bolivia, Chile y Perú, es una planta terrestre.

## Taxonomía
Salvia cuspidata fue descrita científicamente primero por Hipólito Ruiz López (abrev.: Ruiz) y José Antonio Pavón y Jiménez (abrev.: Pav.) quienes la describieron en 1798 en Flora Peruviana, et Chilensis 1: 23, t. 40.
Etimología
Ver: Salvia
cuspidata: del epíteto latino cuspis que significa "con aguijón rígido".
Sinonimia
- Salvia bangii (Rusby, 1895)[11]
- Salvia erythradena (Briq, 1896)[12]
- Salvia gilliesii (Benth., 1833)[13]
- Salvia gilliesii var. glandulosa (Griseb., 1879)[14]

## Importancia cultural
En Perú es considerada una planta mágica y es utilizada en forma tópica, como protección y para el susto.

### Uso tradicional
- Contra el susto, el daño o la hechicería: utilizar la planta entera, seca o fresca. Hervir un manojo en 3 litros de agua por 5 minutos. Bañarse una vez por semana.[6][7]

### Farmacología
El diterpeno abietano 5-epi-icetexona obtenido de las ramas de S. cuspidata es activo in vitro contra las formas infectivas de Trypanosoma cruzi, un parásito monoflagelado que causa la enfermedad de Chagas.

## Nombres comunes
- Salvia blanca[6][7]